# Lauren Bush
Lauren Pierce Bush (Houston, 25 giugno 1984) è una modella e stilista statunitense, nipote dell'ex-presidente degli Stati Uniti George W. Bush.

## Carriera
Dopo aver studiato design della moda presso la Parsons The New School for Design e la Central Saint Martins College of Art and Design, ottiene un contratto come modella dall'agenzia di moda Elite Model Management.
La Bush compare sulle copertine di Vogue, Vanity Fair, Tatler, Glamour e Town & Country e lavora, tra gli altri, per Tommy Hilfiger, Abercrombie & Fitch, Gai Mattiolo, Dooney & Bourke e Isaac Mizrahi. Inoltre è comparsa in un episodio della celebre sitcom Friends
In anni più recenti la Bush ha lanciato un progetto benefico per la UN World Food Programme per combattere la fame nel mondo. Il progetto è chiamato FEED Projects.
Nel 2008 ha lanciato la propria linea di moda, con il nome Lauren Pierce, utilizzando il cognome Pierce, e non Bush. Lauren Bush ha dichiarato in una intervista alla rivista W di aver omesso il cognome paterno non per ragioni legate al mondo della politica.

## Agenzie di moda
- Elite Model Management - New York